# R.A.ディッキー
ロバート・アラン・ディッキー（Robert Alan Dickey, 1974年10月29日 - ）は、アメリカ合衆国テネシー州ナッシュビル出身の元プロ野球選手（投手）。
2012年にサイ・ヤング賞、最多奪三振を記録しオールスター出場を果たした。稀有なフルタイムナックルボーラーとして知られる。

## 経歴

### プロ入り前
1993年、MLBドラフト10巡目（全体277位）でデトロイト・タイガースから指名されるもテネシー大学に進学。

### レンジャーズ時代
1996年にMLBドラフトでテキサス・レンジャーズから1巡目（全体18位）で指名を受け、当初81万ドルの契約金を提示されていたが、直後のメディカルチェックで右肘にあるはずの靱帯のうち1つ（内側側副靱帯）を生まれつき持っていないことが判明し、契約金が7.5万ドルに引き下げられた。同年7月に開催されたアトランタオリンピックの野球アメリカ合衆国代表に選出され、同大会では銅メダルを獲得。
2001年にメジャーデビューを果たした。
2003年には9勝8敗1セーブ、防御率5.09を記録。
2004年には6勝7敗1セーブ、防御率5.61という成績を記録した。
2005年から、それまではチェンジアップ（またはスプリッター）を決め球としていたが、メジャーで生き残るためにはナックルボールを習得するしかないと判断し、チャーリー・ハフの指導を受けてナックルボールを習得していった。
2006年には先発登板するも3回を投げて6本塁打を喫するなど散々な内容だった。8月23日に戦力外となり、26日に40人枠を外れる形でAAA級オクラホマシティ・レッドホークスへ配属された。オフの10月11日にFAとなった。

### ブルワーズ傘下時代
2007年1月13日にミルウォーキー・ブルワーズとマイナー契約を結んだ。この年はAAA級ナッシュビル・サウンズでプレーし、12勝6敗、防御率3.80を記録した。オフの10月29日にFAとなった。

### マリナーズ時代

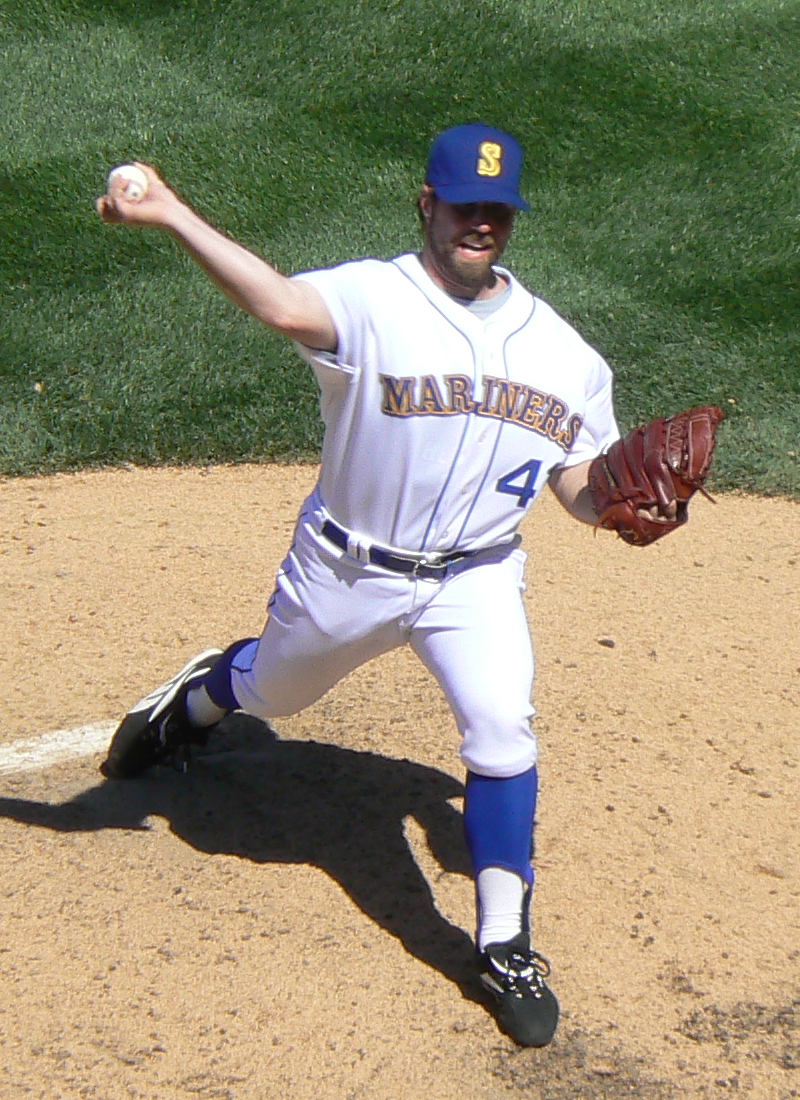
シアトル・マリナーズ時代
（2008年7月19日）

2007年11月28日にミネソタ・ツインズとマイナー契約を結んだが、12月に行われたルール・ファイブ・ドラフトでシアトル・マリナーズから指名を受け移籍した。
2008年3月29日にロースターから外れたため、ルール・ファイブ・ドラフトの規約でツインズに復帰したが、同日にハイアー・フェルナンデスとのトレードで、マリナーズに復帰した。この年は5勝8敗、防御率5.21という成績を記録した。オフの12月9日にFAとなった。

### ツインズ時代
2008年12月26日にツインズとマイナー契約を結んだ。
2009年はメジャーで35試合に（先発1試合）登板した。オフの10月6日にFAとなった。

### メッツ時代

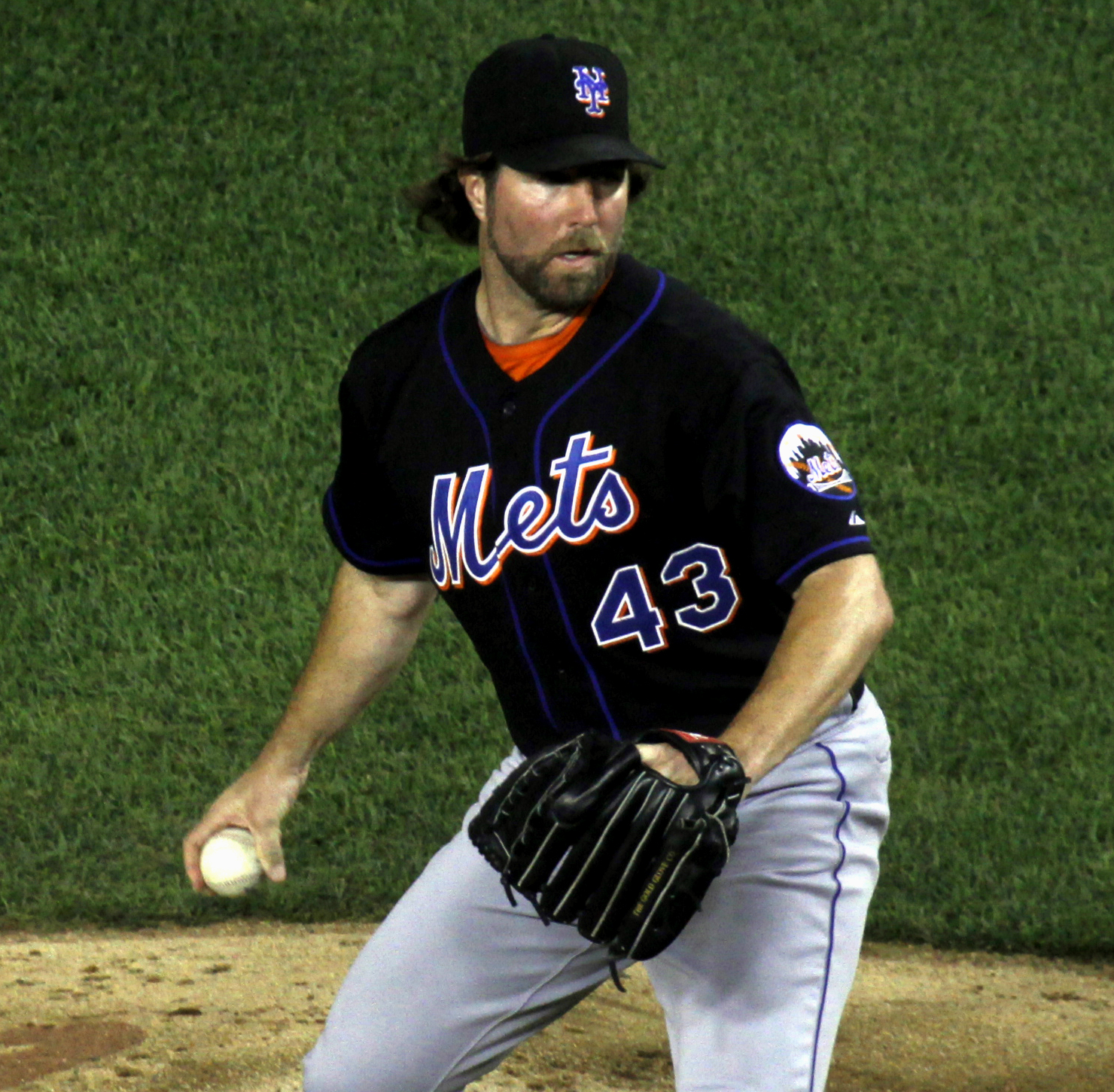
ニューヨーク・メッツ時代
（2011年7月30日）

2010年1月5日にニューヨーク・メッツとマイナー契約を結び、AAA級バッファロー・バイソンズでシーズンをスタートさせた。5月19日にメジャー昇格し、翌日のワシントン・ナショナルズ戦で先発登板し6回を投げて2失点で勝敗はつかなかった。次の登板となったフィラデルフィア・フィリーズ戦では6回を無失点と好投し勝利投手となった。8月13日、フィリーズ戦では1安打を許しノーヒットノーランを逃したが、コール・ハメルズとの投げ合いを制した。唯一打たれた安打もハメルズからであった。最初の先発登板以降ローテーションを守り、自身初の規定投球回に到達、自己最多の11勝を記録し、防御率2.84はリーグ7位と、飛躍のシーズンとなった。特にホーム防御率は1.99と強さを見せた。
2011年1月31日にメッツと総額780万ドルの2年契約（2013年・500万ドルの球団オプション付き）を結んだ。この年は年間を通してローテーションを守り、自身初の200イニングに到達、打線の援護に恵まれず8勝13敗と負けが先行したが、防御率3.28とローテーションの一角として十分の成績を残した。
2012年は、開幕から好調で勝ち星を積み重ね、同年のオールスターで球宴初出場を決めた。成績ではディッキーがオールスターの先発投手に相応しかったが、先発捕手のバスター・ポージーがナックルボールを受けるのが困難という理由で先発から外れた。当日はリリーフとして登場し、カルロス・ルイーズを相手に1イニングを投げた。最終的にリーグ2位の20勝、防御率2.73、リーグトップの奪三振230を記録し、11月14日にナックルボーラーとして史上初のサイ・ヤング賞を受賞した。10月31日にメッツが500万ドルの球団オプションを行使した。

### ブルージェイズ時代

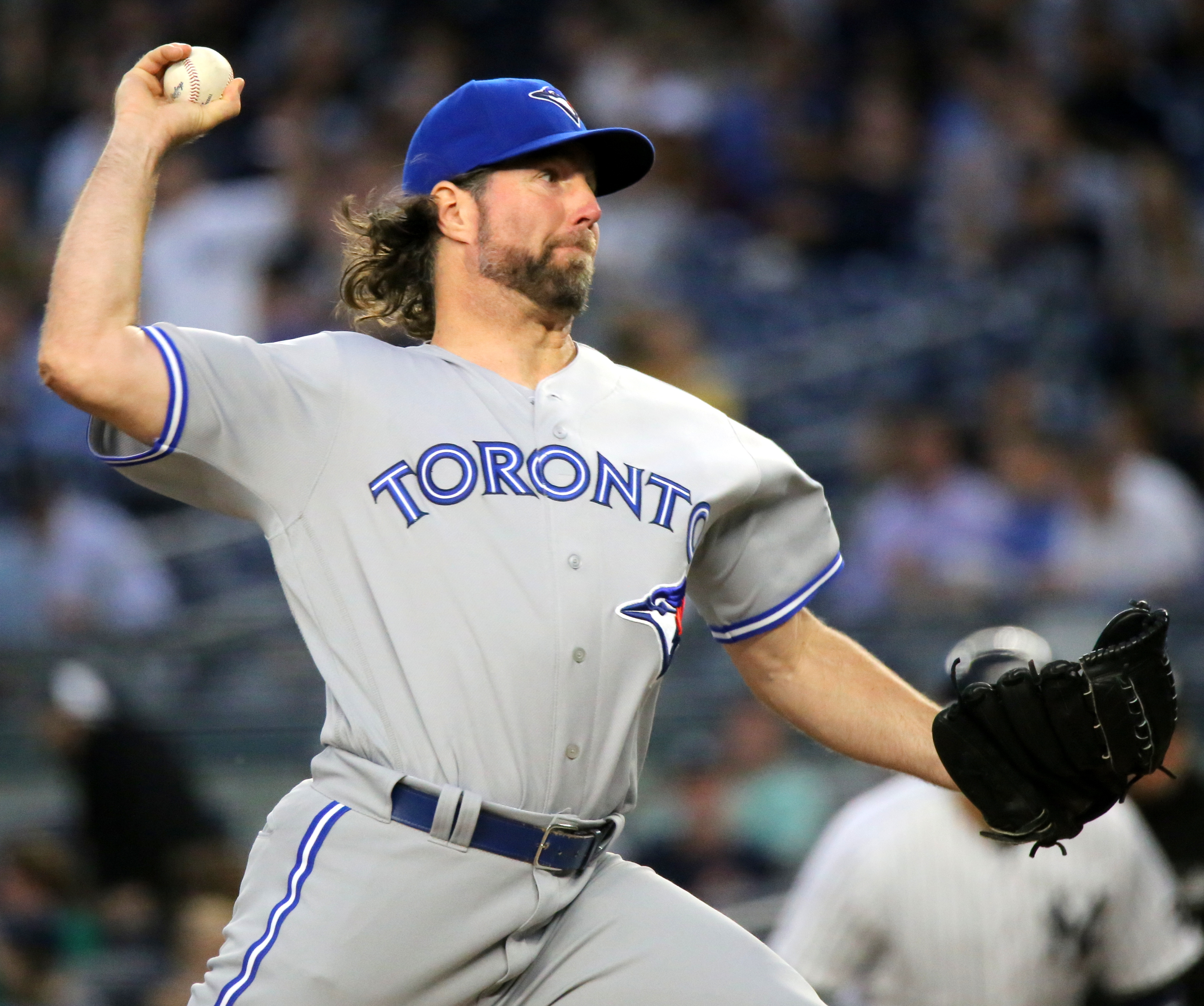
トロント・ブルージェイズ時代
（2016年5月24日）

2012年12月17日にトラビス・ダーノー、ジョン・バック、ノア・シンダーガード、ウィルマー・ベセラとのトレードで、ジョシュ・トーリー、マイク・ニッカースの捕手2名と共にトロント・ブルージェイズへ移籍した。同日に総額3000万ドルの3年契約（2016年・1200万ドルの球団オプション付き）を結んだ。サイ・ヤング賞投手が受賞年のオフにトレードで放出されたのは1994年のデビッド・コーン、1997年のペドロ・マルティネス、1998年のロジャー・クレメンスに次いで史上4人目である。
2013年開幕前の2月27日に第3回ワールド・ベースボール・クラシック（WBC）のアメリカ合衆国代表に選出されたシーズンでは年間を通してローテーションを守ったが、防御率は昨年から比べて悪化。特にホーム防御率は4.80と、新しいマウンドに適応できなかった。それでも後半戦の防御率は3.56と改善し、来季に期待を覗かせた。
2014年6月27日の対シカゴ・ホワイトソックス戦で通算1000奪三振に到達。シーズンでは、前年に苦しんだホーム成績を大幅に向上させ、勝敗数は前年と同じだったものの、防御率、WHIPは向上した。
2015年は前半戦から苦しい投球が続いたが、後半戦に持ち直し、最終的にはチーム唯一の200イニングを投げ、2年連続で防御率を4点未満と一定の働きを見せた。また、この年に最後に挙げた勝ち星である11勝目は、自身通算100勝目の勝利だった。
2016年は前年同様前半戦から苦しい投球が続き、5年連続2桁勝利となる10勝を記録したが、全体としては負けが込んでリーグ・ワースト2位の15敗を喫した。また、防御率とWHIPはブルージェイズ移籍後では自己ワーストだった。11月3日にFAとなった。

### ブレーブス時代
2016年11月10日にアトランタ・ブレーブスと1年総額750万ドルで契約を結んだ。
2017年のシーズンは31試合に先発登板したが、10勝10敗、防御率4.26、WHIP1.37と6年連続2桁勝利を達成する一方、投球内容は前年と同程度であった。11月2日にFAとなった。その後はプレーしていない。
2018年、引退したことが報じられた。

## 選手としての特徴・人物
投球の約85%がナックルボールであり、平均的なナックルボーラーより速い120～130km/hの球速を有していた。キャリアハイの2012年は230奪三振を記録する一方で四死球は54個と少なく、制球が難しいナックルを巧みにコントロールしていた。カウントを整えたい時や打者のタイミングを狂わすために平均84マイル（約135km/h）程度のツーシームも投げていた。
ディッキーの登板時には、捕手は大型のソフトボール用ミットを着用する。
8歳の夏に13歳の女のベビーシッターと17歳の男から性的虐待を受けていたことを2012年に出版された自伝「Wherever I Wind Up」の中でカミングアウトした。インドにおける性的人身売買の被害者を支援する活動に取り組んでおり、2011年シーズン終了後には慈善活動のPRのためキリマンジャロ山に登頂した。2012年には優れた社会貢献を行った選手に贈られるブランチ・リッキー賞を受賞した。 2013年1月にはムンバイを訪れ、慈善活動を行った。

## 詳細情報

### 年度別投手成績
| 年 度     | 球 団     | 登 板 | 先 発 | 完 投 | 完 封 | 無 四 球 | 勝 利 | 敗 戦 | セ 丨 ブ | ホ 丨 ル ド | 勝 率 | 打 者 | 投 球 回 | 被 安 打 | 被 本 塁 打 | 与 四 球 | 敬 遠 | 与 死 球 | 奪 三 振 | 暴 投 | ボ 丨 ク | 失 点 | 自 責 点 | 防 御 率 | W H I P |
| --------- | --------- | ----- | ----- | ----- | ----- | -------- | ----- | ----- | -------- | ----------- | ----- | ----- | -------- | -------- | ----------- | -------- | ----- | -------- | -------- | ----- | -------- | ----- | -------- | -------- | ------- |
| 2001      | TEX       | 4     | 0     | 0     | 0     | 0        | 0     | 1     | 0        | --          | .000  | 53    | 12.0     | 13       | 3           | 7        | 1     | 0        | 4        | 1     | 0        | 9     | 9        | 6.75     | 1.67    |
| 2003      | TEX       | 38    | 13    | 1     | 1     | 0        | 9     | 8     | 1        | 3           | .529  | 513   | 116.2    | 135      | 16          | 38       | 5     | 5        | 94       | 5     | 2        | 68    | 66       | 5.09     | 1.48    |
| 2004      | TEX       | 25    | 15    | 0     | 0     | 0        | 6     | 7     | 1        | 0           | .462  | 480   | 104.2    | 136      | 17          | 33       | 1     | 4        | 57       | 5     | 1        | 77    | 65       | 5.59     | 1.61    |
| 2005      | TEX       | 9     | 4     | 0     | 0     | 0        | 1     | 2     | 0        | 0           | .333  | 134   | 29.2     | 29       | 4           | 17       | 0     | 2        | 15       | 2     | 0        | 23    | 22       | 6.67     | 1.55    |
| 2006      | TEX       | 1     | 1     | 0     | 0     | 0        | 0     | 1     | 0        | 0           | .000  | 18    | 3.1      | 8        | 6           | 1        | 0     | 0        | 1        | 0     | 0        | 7     | 7        | 18.90    | 2.70    |
| 2008      | SEA       | 32    | 14    | 0     | 0     | 0        | 5     | 8     | 0        | 0           | .387  | 500   | 112.1    | 124      | 15          | 51       | 4     | 2        | 58       | 11    | 1        | 65    | 65       | 5.21     | 1.56    |
| 2009      | MIN       | 35    | 1     | 0     | 0     | 0        | 1     | 1     | 0        | 1           | .500  | 293   | 64.1     | 74       | 8           | 30       | 1     | 4        | 42       | 4     | 0        | 34    | 33       | 4.62     | 1.62    |
| 2010      | NYM       | 27    | 26    | 2     | 1     | 0        | 11    | 9     | 0        | 1           | .550  | 713   | 174.1    | 165      | 13          | 42       | 3     | 4        | 104      | 11    | 0        | 62    | 55       | 2.84     | 1.19    |
| 2011      | NYM       | 33    | 32    | 1     | 0     | 0        | 8     | 13    | 0        | 1           | .381  | 876   | 208.2    | 202      | 18          | 54       | 2     | 9        | 134      | 9     | 1        | 85    | 76       | 3.28     | 1.23    |
| 2012      | NYM       | 34    | 33    | 5     | 3     | 2        | 20    | 6     | 0        | 0           | .769  | 927   | 233.2    | 192      | 24          | 54       | 2     | 9        | 230      | 4     | 1        | 78    | 71       | 2.73     | 1.05    |
| 2013      | TOR       | 34    | 34    | 3     | 1     | 0        | 14    | 13    | 0        | 0           | .519  | 943   | 224.2    | 207      | 35          | 71       | 0     | 10       | 177      | 7     | 1        | 113   | 105      | 4.21     | 1.24    |
| 2014      | TOR       | 34    | 34    | 1     | 0     | 0        | 14    | 13    | 0        | 0           | .519  | 914   | 215.2    | 191      | 26          | 74       | 2     | 14       | 173      | 5     | 0        | 101   | 89       | 3.71     | 1.23    |
| 2015      | TOR       | 33    | 33    | 2     | 0     | 1        | 11    | 11    | 0        | 0           | .500  | 884   | 214.1    | 195      | 25          | 61       | 1     | 11       | 126      | 9     | 2        | 97    | 93       | 3.91     | 1.19    |
| 2016      | TOR       | 30    | 29    | 0     | 0     | 0        | 10    | 15    | 0        | 0           | .400  | 728   | 169.2    | 169      | 28          | 63       | 0     | 6        | 126      | 5     | 1        | 97    | 84       | 4.46     | 1.37    |
| 2017      | ATL       | 31    | 31    | 0     | 0     | 0        | 10    | 10    | 0        | 0           | .500  | 815   | 190.0    | 193      | 26          | 67       | 3     | 10       | 136      | 13    | 2        | 99    | 90       | 4.26     | 1.37    |
| MLB：15年 | MLB：15年 | 400   | 300   | 15    | 6     | 3        | 120   | 118   | 2        | 6           | .504  | 8791  | 2073.2   | 2033     | 264         | 663      | 25    | 90       | 1477     | 91    | 12       | 1015  | 930      | 4.04     | 1.30    |

- 各年度の太字はリーグ最高

### 年度別守備成績
| 年 度 | 球 団 | 投手（P） | 投手（P） | 投手（P） | 投手（P） | 投手（P） | 投手（P） |
| 年 度 | 球 団 | 試 合     | 刺 殺     | 補 殺     | 失 策     | 併 殺     | 守 備 率  |
| ----- | ----- | --------- | --------- | --------- | --------- | --------- | --------- |
| 2001  | TEX   | 4         | 1         | 1         | 0         | 0         | 1.000     |
| 2003  | TEX   | 38        | 5         | 14        | 0         | 1         | 1.000     |
| 2004  | TEX   | 25        | 7         | 22        | 2         | 0         | .935      |
| 2005  | TEX   | 9         | 1         | 9         | 0         | 1         | 1.000     |
| 2006  | TEX   | 1         | 0         | 0         | 0         | 0         | ----      |
| 2008  | SEA   | 32        | 6         | 23        | 0         | 1         | 1.000     |
| 2009  | MIN   | 35        | 6         | 8         | 1         | 0         | .933      |
| 2010  | NYM   | 27        | 17        | 44        | 0         | 4         | 1.000     |
| 2011  | NYM   | 33        | 7         | 58        | 2         | 5         | .970      |
| 2012  | NYM   | 34        | 12        | 44        | 4         | 6         | .933      |
| 2013  | TOR   | 34        | 11        | 40        | 2         | 1         | .962      |
| 2014  | TOR   | 34        | 17        | 23        | 2         | 4         | .952      |
| 2015  | TOR   | 33        | 11        | 25        | 0         | 1         | 1.000     |
| 2016  | TOR   | 30        | 3         | 31        | 1         | 2         | .971      |
| 2017  | ATL   | 31        | 15        | 44        | 2         | 1         | .967      |
| MLB   | MLB   | 400       | 119       | 386       | 16        | 27        | .969      |

- 各年度の太字はリーグ最高
- 各年度の太字年はゴールドグラブ賞受賞

### タイトル
- 最多奪三振：1回（2012年）

### 表彰
- サイ・ヤング賞：1回（2012年）
- ゴールドグラブ賞（投手部門）：1回（2013年）
- プレイヤーズ・チョイス・アワーズ優秀投手：1回（2012年）
- フィールディング・バイブル・アワード：1回（2013年）
- ピッチャー・オブ・ザ・マンス：1回（2012年6月）

### 記録
- MLBオールスターゲーム選出：1回（2012年）

### 背番号
- 51（2001年）
- 45（2003年 - 2006年）
- 41（2008年）
- 39（2009年）
- 43（2010年 - 2016年）
- 19（2017年）

### 代表歴
- 1996年アトランタオリンピック野球アメリカ合衆国代表
- 2013 ワールド・ベースボール・クラシック・アメリカ合衆国代表